# Seymour Slive
Seymour Slive, né le 15 septembre 1920 à Chicago et mort le 14 juin 2014 à Cambridge (Massachusetts), est un historien de l'art américain. Également directeur du Harvard Art Museums de 1975 à 1991, il est considéré comme un éminent spécialiste de l'art néerlandais et plus particulièrement de Rembrandt, Frans Hals et Jacob van Ruisdael.

## Biographie
Seymour naît à Chicago dont les parents, Daniel Slive et Sonia Rapoport, sont des immigrants Juifs russes.
Étudiant à l'université de Chicago, il reçoit en 1943 son baccalauréat universitaire ès lettres puis son doctorat en 1952.
Il sert dans la United States Navy Reserve lors de la Seconde Guerre mondiale, puis est actif lors de la guerre du Pacifique et dans la région relative aux Pacific Theater of Operations (en) de 1942 à 1946.
Seymour Slive devient enseignant au Oberlin College en 1950, avant de changer rapidement pour le Pomona College, où il devient professeur assistant en art tout en dirigeant ce département de 1952 à 1954. Il y publie son premier ouvrage, Rembrandt and His Critics, 1630–1730. En 1954, il intègre l'université Harvard, où il devient titulaire sept ans plus tard, en 1961. Il dirige le département des beaux-arts de 1968 à 1971. Il obtient la Chaire Slade pour l'enseignement des beaux-arts à l'université d'Oxford lors de l'année académique 1972-1973. Il devient par la suite Gleason Professor of Fine Arts puis directeur du Harvard Art Museums en 1975. Il cofonde et dirige le Arthur M. Sackler Museum. Quand il part à la retraite en 1991, il est fait membre émérite d'Harvard.
Seymour Slive devient un éminent spécialiste de l'art néerlandais et plus particulièrement de Rembrandt, Frans Hals et Jacob van Ruisdael,. Des Mélanges sont rassemblés en son honneur et son présentés en 1995.
En 2014, Slive se voit décerner le diplôme honoraire de Docteur des Arts de la part de l'université Harvard, pour ses contributions au monde des beaux-arts.
Il meurt moins d'un mois après.

## Œuvre
- Rembrandt and His Critics, 1630–1730, 1953  (ISBN 0-87817-311-0)
- Dutch Painting, 1953 (OCLC 1149555262)
- (avec Jakob Rosenberg et Engelbert ter Kuile), Dutch Art and Architecture, 1600 to 1800, 1966 (OCLC 989508225)
- Frans Hals, Volume 1 (His life and state of the literature), 1970  (ISBN 0-7148-1444-X)
  - Frans Hals, Volume 3 (catalogue raisonné), National gallery of Art: Kress Foundation, Studies in the History of European Art, London – Phaidon Press, 1974
- Jacob van Ruisdael, 1981  (ISBN 0-89659-237-5)
- Frans Hals, édité par Seymour Slive, avec des contributions de Pieter Biesboer (en), Martin Bijl, Karin Groen, Ella Hendriks, Michael Hoyle, Frances S. Jowell, Koos Levy-van Halm, Liesbeth Abraham, Bianca M. Du Mortier et Irene van Thiel-Stroman. Prestel-Verlag, Munich & Mercatorfonds, Anvers, 1989  (ISBN 3-7913-1032-1)
- Dutch Painting: 1600–1800, 1995  (ISBN 0-300-06418-7)
- Jacob van Ruisdael: A Complete Catalogue of His Paintings, Drawings, and Etchings, 2001  (ISBN 0-300-08972-4)
- Jacob van Ruisdael, Master of Landscape, 2005  (ISBN 9781903973745)
- Shop Talk: Studies in Honor of Seymour Slive, 2006  (ISBN 0-916724-85-9)
- Rembrandt Drawings, 2009  (ISBN 978-0-89236-976-8)
- Jacob van Ruisdael: Windmills and Water Mills, 2011  (ISBN 978-1-60606-055-1)
- « A Print after Jacob van Ruisdael » dans Print Quarterly, XXIX, Septembre 2012, p. 320–321.

## Distinctions
- 2014 : Doctorat honoris causa de l'Université Harvard[6]